# Antarcturus polaris
Antarcturus polaris là một loài chân đều trong họ Antarcturidae. Loài này được Hodgson miêu tả khoa học năm 1902.